# Fernando Augusto de Abreu Ferreira
Fernando Abreu és un futbolista brasiler, que ocupa la posició de defensa central. Va nàixer a Sao Paulo el 3 d'octubre de 1984. Té passaport italià.
Després de passar pels filials del Sao Paulo FC, FC Porto i Torino FC, el 2003 aplega a la disciplina del Racing de Santander, amb qui només hi juga un encontre a la màxima categoria amb el primer equip.
Posteriorment milita al filial de l'Atlètic de Madrid, i el 2009, recala l'Olimpija Ljubljana eslovè.